# Lili (köpinghuvudort i Kina, Jiangsu Sheng, lat 30,99, long 120,71)
Lili är en köpinghuvudort i Kina. Den ligger i provinsen Jiangsu, i den östra delen av landet, omkring 220 kilometer sydost om provinshuvudstaden Nanjing. Antalet invånare är 195 690. Befolkningen består av 96 041 kvinnor och 99 649 män. Barn under 15 år utgör 8,0 %, vuxna 15-64 år 79 %, och äldre över 65 år 11,0 %.
Runt Lili är det tätbefolkat, med 849 invånare per kvadratkilometer. Närmaste större samhälle är Songlong, 19,8 km norr om Lili. I omgivningarna runt Lili växer i huvudsak barrskog.
Genomsnittlig årsnederbörd är 1 712 millimeter. Den regnigaste månaden är juni, med i genomsnitt 277 mm nederbörd, och den torraste är november, med 65 mm nederbörd.